# CONFIG.SYS
CONFIG.SYS는 도스와 OS/2 운영 체제를 위한 원초적인 설정 구성 파일이다. 컴퓨터 시스템의 설정과 구성의 명령이 담겨 있는 특별한 파일이다. 컴퓨터가 시동하자마자 이 파일을 불러내며, 각종 하드웨어들의 드라이버를 불러오고, 연속 확장 메모리 규격이나 중첩 확장 메모리 규격을 사용하거나, 버퍼나 파일의 수를 지정할 수 있다.
이 파일을 불러들인 다음에 COMMAND.COM 파일과 AUTOEXEC.BAT 파일을 불러낸다. 윈도우 미에서는 특별한 패치를 사용하지 않는 한 이 파일을 로드하지 않는다.
셸 명령어의 파일 위치를 바꾸려면 shell= 에다 위치를 지정하면 된다.

## 예

### MS-DOS
윈도 3.xx에 포함된 MS-DOS를 위한 CONFIG.SYS의 보기:
```
 
device
=
c:\dos\himem.sys

 
device
=
c:\dos\emm386.exe ram

 
dos
=
high,umb

 
devicehigh
=
c:\windows\mouse.sys

 
devicehigh
=
c:\dos\setver.exe

 
country
=
044,437,c:\dos\country.sys

 
shell
=
c:\dos\command.com c:\dos /e:512 /p

```

- 첫 줄은 himem.sys 드라이버를 불러들여 도스가 HMA를 사용할 수 있게 한다.
- 두 번째 줄은 EMM386 메모리 관리자를 불여들여 확장 메모리를 가상으로 구현해 낸다. 명령 줄 변수 ram은 UMA의 사용을 허용하는 것을 뜻한다. 다른 변수로는 noems가 있는데 이것은 고위 메모리를 사용하되 확장 메모리는 사용하지 않는다. noems 변수는 또한 UMB 블록의 여유 공간을 늘려 주기도 하며, 일부 응용 프로그램이 EMS의 존재 때문에 실행되지 못하는 문제를 해결하기도 한다.
- 세 번째 줄은 가능하면 도스가 HMA와 UMA를 사용하게끔 설정하는 것이며, 응용 프로그램들이 사용할 기본 메모리의 여유 공간을 늘려 준다.
- 네 번째, 다섯 번째 줄은 장치 드라이버를 UMA로 불러 들인다.
  - 네 번째 줄은 마이크로소프트사가 제공하는 마우스 드라이버이다.
  - 다섯 번째 줄은 도스 버전을 관리하는 호환 프로그램이다. (setver로 일부 도스 프로그램이 "Incorrect DOS version." 오류 메시지가 뜨지 않도록 할 수 있다)
- 여섯 째 줄은 국제화 설정으로 코드 페이지 437을 설정하고 영국 코드 077를 사용하도록 한 예이다. 한국어 코드 페이지는 949이다.
- 마지막 줄은 기본 셸 COMMAND.COM을 불러들이는 것으로 작업 디렉터리를 c:\dos에서 시작하고 512 바이트의 환경 크기를 사용한다. /p 옵션은 부모(parent) 처리를 뜻하며 exit 명령어를 사용하여 프롬프트를 나갈 수 없게 한다.

MS-DOS 버전 6의 경우, 도스 시동 메뉴를 구성할 수 있는 옵션을 제공한다. 이로써 사용자는 수많은 시동 구성을 사용하여 시작 메뉴를 구성할 수 있다. 다양한 도스 응용 프로그램들이 선호하는 최적 기능의 설정값이 따르기 때문에 이러한 메뉴 구성은 큰 도움이 된다. 특히, 윈도우 9x에서 16 비트 도스 드라이버와 유틸리티를 되도록 불러들이지 않는 것이 최상인데, 이때 이러한 메뉴 구성의 도움을 받는 것이 좋다.
MS-DOS 6 이상의 시동 메뉴가 포함된 CONFIG.SYS의 보기:
```
 
[menu]

  
menuitem
=
WIN, Windows

  
menuitem
=
XMS, DOS with only Extended Memory

  
menudefault
=
WIN, 10

 
[common]

  
device
=
c:\dos\himem.sys

  
dos
=
high,umb

  
shell
=
c:\dos\command.com c:\dos /e:512 /p

  
country
=
044,437,c:\dos\country.sys

 
[WIN]

  
device
=
c:\dos\emm386.exe ram

  
devicehigh
=
c:\windows\mouse.sys

  
devicehigh
=
c:\dos\setver.exe

 
[XMS]

  
device
=
c:\dos\emm386.exe noems

```

도스 시동 메뉴의 구조는 잘 조직화되어 있다. "[menu]" 섹션은 메뉴의 항목을 정의한다. "menudefault" 옵션은 시스템을 시작하기 전에 카운트다운 타이머로 기본 선택 사항을 사용하는 것을 허용한다. (여기서는 10초로 되어 있음) "[common]" 영역은 모든 메뉴 선택을 시작하는 줄이다. 반면 "[WIN]"과 "[XMS]" 영역은 저마다의 구성을 사용한다.
나중에 시동 파일, autoexec.bat는 CONFIG.SYS로부터 프로파일 메뉴를 받아서 따로 구성하는 것도 가능하다.

### 프리도스
프리도스의 최근 FDCONFIG.SYS 및 CONFIG.SYS:
```
 
screen
=
0x12

 
device
=
c:\dos\himem.exe

 
device
=
c:\dos\emm386.exe

 
dos
=
high,umb

 
country
=
044,437,c:\dos\country.sys

 
shell
=
c:\dos\freecom.com c:\dos /e:512 /p

```

일반 .sys 파일들은 config.sys 안에서 위와 같이 호출되며, MS-DOS 6.x가 제공하는 SMARTDRIVE (역자 주: 스마트 드라이브는 하드 디스크의 속도를 빠르게 해 주는 유틸리티), 프리 도스의 LBACACHE(아까와 비슷한 성질을 가진 유틸리티)과 같은 .exe 프로그램들은 autoexec.bat 파일 안에서 불러들인다. 그러나, 명령 줄에서도 시스템 파일로서 .EXE뿐 아니라 .SYS를 불러들이는 방법들이 있다. (역자 주: 시스템 장치 드라이버를 불러들이는 유틸리티는 명령 프롬프트에서 사용할 수 있는데 반드시 프리도스에서만 사용할 수 있는 것은 아니다.)

## 문제점

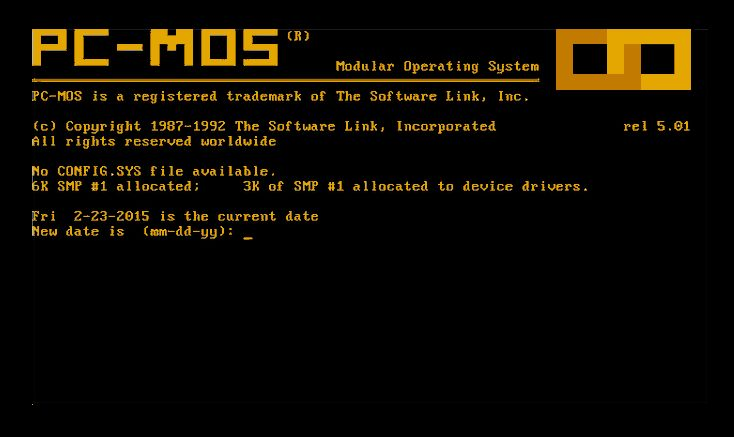
시작 시 PC-MOS가 CONFIG.SYS를 발견하지 못했다는 메시지를 출력하고 있다

시스템은 이러한 시스템 파일들(CONFIG.SYS, AUTOEXEC.BAT)이 분실되거나 손상되어도 시동할 수 있다. 그러나 이러한 두 개의 파일은 도스 운영 체제의 완전한 시동 과정에 필수적이다. 이러한 파일들은 개인용으로 운영 체제를 변경하는 데 쓰이는 정보를 포함하고 있다. 또 이러한 파일들은 다른 응용 소프트웨어 꾸러미들을 위한 요구 사항들도 포함하고 있다. 도스 시스템은 이러한 파일들이 손상된 경우 문제 해결을 요구할 수도 있다.

## 같이 보기
- AUTOEXEC.BAT
- COMMAND.COM
- HIMEM
- 프리도스
- IO.SYS
- MSDOS.SYS
- MS-DOS
- ANSI.SYS